# Los Minondo
Los Minondo es una serie de televisión histórica, mexicana, producida por Once TV México, bajo la dirección de Carlos Bolado, Emilio Maillé y Charlie Gore, con guion original de Fausto Zerón-Medina. La música original es de Daniel Hidalgo Valdés, Tomás Barreiro y Pablo Chemor. La serie se estrenó el jueves 23 de septiembre de 2010 a las 22:30 horas.

## Argumento
La trama de la serie se divide en dos ramas: La rama principal donde Doña Isabel San Juan, le narra al pequeño Manuelito la historia de su familia, a partir de la llegada de Manuel Minondo a la Nueva España. En la historia secundaria, la cual se desarrolla en 1919, Doña Isabel acompañada de su nuera y del pequeño Manuelito van a San Juan a enterrar al hijo de esta; Matias.
Cuando van en camino para enterrar a Matias a Los San Juan, en Xochimilco, es cuando Isabel San Juan, inicia la narración de la Historia de su Familia: Esta comienza en España, 1786, donde Manuel Minondo se enamora perdidamente de Cayetana, una hermosa española que también corresponde su amor. Sin embargo, los padres de Cayetana no están de acuerdo con que su hija se case con aquel hombre, por lo que prometen su mano a un deslumbrante Conde, cuya dote podría ayudar grandemente a su familia. Cuando el Conde se entera de que Manuel Minondo podría intervenir con sus planes, confronta a su rival de amores y lo reta a un duelo, que pretende ganar a como de lugar. Cuando Manuel se entera de que el Conde planea matarlo decide huir a América para salvar su vida.
En su viaje a la Nueva España, Manuel Minondo se enferma gravemente y es llevado con Eduviges, una famosa y hermosa curandera de la región de Xochimilco, de quien se enamora perdidamente. Tiempo después, tienen un hijo y parecen vivir felices hasta que un día él se entera de que Cayetana, su antiguo amor, ha venido a buscarlo desde España…
Muy pronto, el amor entre Manuel y Cayetana retoma su fuerza y le da vida a la “legítima” familia Minondo, cuyo destino estará vinculado a las guerras y conflictos de las etapas fundamentales en la historia de México.

## Reparto

### Protagonistas/Elenco principal
- Aislinn Derbez como Casilda Minondo.
- Christian Vázquez, Ténoch Huerta y Mario Zaragoza como Nacho San Juan
- Iván Arana y Luis Fernando Arana como Don Manuel Minondo.
- Marina de Tavira e Inés de Tavira como Doña Cayetana.
- Stephanie Sigman y Lucia Pailles como Doña Eduviges San Juan.
- Jimena Guerra y Patricia Marrero como Águeda Minondo.
- Mariannela Cataño y Mar Carrera como Adelina Minondo.
- Tarek Becerril, Miguel Nájera y Antonio de la Vega como Blas Minondo.
- Johanna Murillo y Anna Ciocchetti como Maggie.
- Luis Arrieta, Marco Antonio Tovar, y Antonio Gaona como Owen.
- Juan Pablo Campa y Julián Pastor como Antón Minondo
- Moisés Arizmendi como Agustín de Iturbide
  - Voz de Raúl Méndez.

### Elenco secundario
- Rodolfo Calderón como Manuelito.
- Claudette Maillé como Mercedes.
- Tara Parra, Cassandra Ciangherotti y Natalia Córdova como Isabel San Juan.
- Sofía Sisniega como Carmela.
- Irineo Álvarez como Matías.
- Andrés Montiel y Jorge Luis Moreno como Pedro.
- Hector Kotsifakis como Rafael.
- Ausencio Cruz como Felipe y Fermín.
- Fernando Becerril como Marcos Viniegra.
- Alejandro Calva como El Duque de Acquaviva.
- Dobrina Cristeva como Madre de Cayetana.
- Enrique Singer como Padre de Cayetana.
- Luisa Huertas como Abuela Ediviges.
- Sharon Zundel como Sor Rosa.
- Ángeles Cruz como Chaya.
- Gerardo Taracena como Gervacio.
- Maite Suárez y Carmen Beato Como Matilde.
- Tara Parra como Isabel Sanjuan.

### Actuaciones especiales
- José Carlos Rodriguez como Miguel Hidalgo y Costilla.
- Mario Iván Martínez como Felix Maria Calleja.
- Sergio Reynoso como José María Morelos y Pavón.
- Kristopher Torrealba como Francisco Xavier Mina.
- Ignacio Guadalupe como Vicente Guerrero.
- Moisés Arizmendi como Agustín de Iturbide.
- Cesár Rámos y Ernesto Godoy como Antonio López de Santa Anna.
- Ariel Galvan como Juan Nepomuceno Almonte.
- Mauricio Isaac como Melchor Ocampo.
- Gastón Melo como Benito Juárez.
- Emilio Savinni como Fernando Maximiliano I de México.
- Llever Aiza como Miguel Miramón.
- David Valenci como Tomás Mejía.
- Sophie Gomez como Carlota I de México.
- Eligio Melendez como Porfirio Diaz.
- Ricardo Esquerra como Ricardo Flores Magón.
- Héctor Dávila como Jesus Flores Magón.
- Juan Rios Cantú como Francisco I. Madero.
- Pascacio Lopez como Emiliano Zapata.
- Gustávo Ganem como Álvaro Obregon.
- Verónica Falcón como La Abadesa.

### Extras
- Ivan Jadan como Soldado estadounidense.
- Dmitry Mokerov como Soldado estadounidense.
- Eliud Dos Santos como Soldado estadounidense.